# Хампус Ване
Хампус Ване (швед. Hampus Wanne; Гетеборг, 10. децембар 1993) шведски је рукометаш и репрезентативац који тренутно игра у шпанској АСОБАЛ лиги за Барселону на позицији левог крила.

## Клупска каријера
Ване је своју професионалну каријеру започео у клубу Аранас. У јануару 2013. прешао је у друголигаша Онередс, клуб у којем је почео да игра рукомет као јуниор. На крају сезоне, сматран једним од највећих талената на позицији левог крила, Ване је потписао једногодишњи уговор са немачким Бундеслигашем Фленсбург Хандевитом за сезону 2013/14. 
У својој првој сезони са тимом, Фленсбург Хандевит се квалификовао за фајнл−фор ЕХФ Лиге шампиона у Келну. У полуфиналној утакмици против Барселоне, постигао је три гола након што је ушао као замена у 45. минуту када је Фленсбург губио 24-29 и одиграо је кључну улогу у импресивном низу Фленсбурга од 6-0 у последњих седам минута регуларног времена да би се утакмица увела у продужетак који је такође завршен нерешено. У распуцавању седмераца, Ване је постигао одлучујући пенал против Данијела Шарића и послао свој тим у финале Лиге шампиона. Ване није учествовао у финалној утакмици у којој је Фленсбург победио свог немачког ривала Кила резултатом 30–28 и стигао до трофеја Лиге шампиона по први пут у клупској историји. У 2015. години, Ване је освојио Куп Немачке са својим тимом након што је још једном постигао победнички пенал у седмерцу против Магдебурга.

## Репрезентативна каријера
За Шведску репрезентацију је дебитовао 2017. године са којом је освојио сребро на Светском првенству  2021. и на Европском првенству 2018. године.

## Клупски трофеји

### Фленсбург Хандевит
- ЕХФ Лига шампиона (1) : 2014.
- Бундеслига Немачке (2) : 2018, 2019.
- Куп Немачке (1) : 2015.
- Суперкуп Немачке (1) : 2019.